# MCB (bedrijf)
MCB is een internationaal opererende groothandel in metalen halffabricaten zoals buizen en plaatstaal. Ook bepaalde bewerkingen op deze producten worden uitgevoerd. MCB is een toeleverancier voor de industrie. Het hoofdkantoor van dit bedrijf bevindt zich te Valkenswaard.

## Geschiedenis
De oprichters van het bedrijf waren Marinus van Kempen (Den Dungen, 3 maart 1902 - 11 juli 1984) en Frans van Ettro (Deurne, 16 mei 1909 - 1 januari 1984). Van Kempen was werkzaam als vertegenwoordiger bij Staalhandel Mercx te Tilburg en zo onderhield hij een relatie met Machinefabriek Mandigers te Eindhoven, waar hij Wim van Doorne leerde kennen. Dit leidde tot zijn huwelijk met An Reijnders, een zus van de vrouw van Hub van Doorne, Rie Reijnders, op 5 mei 1936.
Frans van Ettro, een jeugdvriend van Hub van Doorne, werd omstreeks 1932 boekhouder bij diens bedrijf en trouwde op 24 augustus 1936 met Nel Reijnders, eveneens een zus van Rie.
Op advies van Hub van Doorne richtten beide heren een handelsfirma op, die aan DAF (fabrikant) zou gaan leveren. De gebroeders Van Doorne brachten geld in en werden commanditaire vennoten. 
De oprichting vond plaats op 1 mei 1941 als Metaalcompagnie "Brabant" C.V.. De oorlogssituatie maakte het noodzakelijk allerlei oude metalen op te kopen en er een toepassing voor te zoeken.  Bovendien kon staal alleen met Distributiebonnen worden gekocht. De eerste vestiging bevond zich op de Boschdijk te Eindhoven, het garagebedrijf  OBAM, in handen van Jan Reijnders, een broer van An en Nel. OBAM verhuisde naar de Aalsterweg en MCB volgde, toen de bezetter de ruimte aan de Boschdijk vorderde.
Na de bevrijding van Zuid-Nederland in 1944 konden zakelijke banden met België worden aangehaald. Het personeelsbestand bestond uit 5 medewerkers. Vervoer vond nog plaats per handkar of per paard en wagen. De eerste vrachtauto werd in 1947 aangeschaft. In 1948 werd de C.V. in een N.V. omgezet.
In 1948 werd Hub van Doorne president-commissaris van de MCB. Een stuk villagrond van Wim van Doorne werd benut voor de bouw van een magazijn. MCB werd vertegenwoordiger in Nederland voor een groeiend aantal Europese merken, waaronder Philips lasstaven. In 1949 waren er reeds 66 medewerkers, wat in 1952 tot 91 gegroeid was. Het terrein aan de Aalsterweg werd verder uitgebreid, mede door aankoop van nieuwe stukken grond. Het terrein lag echter geheel door woonhuizen omsloten.
Het assortiment, bestaande uit metalen profielen en platen, en bevestigingsartikelen, werd uitgebreid met producten als Brabantoil, een hoogwaardige geactiveerde smeerolie, uitgevonden door Marinus van Kempen, die in 1953 werd geïntroduceerd. Tot 1984 zou deze worden geleverd, daarna werd de verkoop stopgezet zonder dat de receptuur ooit bekend werd. In hetzelfde jaar werd in België de Compagnie Métallurgique "Brabant"  (CMB) opgericht, gevestigd in Montegnée. In 1958 werd een nieuw kantoor geopend, nog steeds aan de Aalsterweg. Het afzetgebied had zich ondertussen over heel Nederland uitgebreid. In 1961 waren er 200 werknemers.
In 1960 kwam de zoon van Frans, Hub van Ettro, in dienst, in 1962 gevolgd door Jan van Kempen en in 1964 door Peter van Ettro. In 1967 trad ook Rien van Kempen in dienst, in 1970 gevolgd door Piet van Kempen.
In 1960 begon men met de nieuwbouw voor de Belgische vestiging te Ans, waarheen men in 1961 verhuisde. Nog steeds breidde men uit, en in 1965 huurde men ook hallen in Geldrop, terwijl ook aan de Hastelweg te Eindhoven een magazijn bestond. In 1966 werd ook te Nuenen een hal gehuurd, evenals te Valkenswaard. Uiteindelijk zou daar in 1969 ruim 5 ha grond gekocht worden en de belangrijkste vestiging komen. In 1971 werden de eerste hallen in gebruik genomen. In 1972 werd opnieuw een ha grond te Valkenswaard gekocht. Wim van Doorne volgde zijn broer op als president-commissaris, terwijl Peter van Ettro, Jan van Kempen en Piet van Kempen adjunct-directeur werden. Peter van Ettro zou in 1973 directeur worden. In 1977 namen de oprichters afscheid en werden Hub van Ettro, Jan en Piet van Kempen de nieuwe directeuren. Ondertussen groeide het bedrijf door naar 323 medewerkers in 1979. In 1981 werden enkele machines aangeschaft, zoals een decoiler en een slitter, waarmee platen op maat konden worden geknipt. In België werd een nieuwe vestiging te Awans geopend, waarmee die in Ans kwam te vervallen. In 1984 werd ook de vestiging aan de Aalsterweg opgeheven. In 1987 waren de Eindhovense activiteiten opgedoekt en was ook het hoofdkantoor naar Valkenswaard overgeplaatst. In 1991 werd er ook een opslag in Best gehuurd.
In 1985 werd in Duitsland, te Dormagen, een vestiging geopend van Brabant Stahlhandel GmbH. In dat jaar waren er 451 mensen in dienst en dit waren er 596 in 1990 en 707 in 1996. De groei vlakte af: 760 medewerkers in 2002 en 738 in 2003, hoewel de totale groep nu 1044 medewerkers telde. In 2007 waren in Nederland 741 mensen in dienst en in de gehele groep 1146 mensen.
In 1991 werd een joint venture aangegaan met Precision Steel Services Ltd in Groot-Brittannië. In 1998 kwam hiervoor een nieuw gebouw in Wednesbury gereed. Ook werd Hamel Metaal te Diemen overgenomen, een groothandel in non-ferrometaal. Dit bedrijf verhuisde in 1997 naar Almere. Voorts werd Kubra opgericht, waarin het kunststofbedrijf Van den Berg te Geldrop deelnam. Dit bedrijf startte in 1991 te Nuenen. Toen had het bedrijf 700 werknemers in dienst en het beschikte over een vloot van 50 vrachtwagens. Inmiddels is Kubra geen onderdeel meer van de groep.
Sindsdien is het bedrijf internationaler geworden en heet het MCB International. In 2008 nam MCB Testas over, een in Wommelgem gevestigde groothandel in non-ferrometalen, roestvrij staal en bevestigingssystemen voor aluminium constructies. In 2009 werd binnen de MCB-groep Valx opgericht. Dit bedrijf heeft samen met een aantal strategische partners een nieuwe serie trailerassen voor de Europese markt ontwikkeld.

## Dochterbedrijven
Tegenwoordig bezit MCB International de volgende bedrijven:
- MCB (vestigingen in Nederland, België en Duitsland)
- MCB Direct (voorheen Staalmarkt) een groep van negen metaalgroothandels in onder meer Son. De eerste kwam tot stand in 1996.
- MCB Specials te Almere (voorheen Hamel)
- Struktur-Metall te Bretzfeld-Schwabbach, aangekocht in 1998
- MetaalService te Stembert en Estaimpuis
- Testas te Wommelgem

## Trivia
De oprichters van MCB waren zeer gelovig katholiek, het geen niet meer doorwerkt in de bedrijfscultuur. Nieuwe gebouwen werden ingezegend, kruisbeelden werden opgehangen, en op zondag werd niet gewerkt. In 1957 kreeg Marinus van Kempen dan ook de pauselijk onderscheiding: Pro Ecclesia et Pontifice en in 1966 werd hij Ridder in de Orde van de Heilige Gregorius de Grote.